# نوتر-دام-ده-آنژ، کبک
نُتر-دام-دِ-آنژ (به فرانسوی: Notre-Dame-des-Anges) قصبه‌ای در ناحیه کاپیتل-ناسیونال در استان کبک کانادا است. در سرشماری سال ۲۰۱۱ این قصبه ۴۸۵ نفر جمعیت داشته‌است و مساحت آن ۰٫۰۶ کیلومتر مربع است.